# Ruta 110 (Costa Rica)
La Ruta 110, oficialmente Ruta Nacional Secundaria 110, es una ruta nacional de Costa Rica ubicada en la provincia de San José.

## Descripción
En la provincia de San José, la ruta atraviesa el cantón de San José (los distritos de Hospital, Hatillo), el cantón de  Alajuelita (el distrito de Alajuelita).